# Pàvel Katenin
Pàvel Katenin   (gubèrnia de Kostromà, 22 de desembre de 1792 - gubèrnia de Kostromà, 4 de juny de 1853), nom complet amb patronímic Pàvel Aleksàndrovitx Katenin (rus: Павел Александрович Катенин, fou un poeta, dramaturg i crític literari rus classicista tardà, que va contribuir a l'evolució del Romanticisme rus.

## Biografia
Katenin va prendre part en la Guerra Patriòtica de 1812 i va ser un dels líders de la Societat Militar, que va precedir als desembristes. En 1820, les seves actituds lliurepensadores van conduir al seu acomiadament de l'exèrcit. Dos anys més tard, Mikhaïl Miloràdovitx, governador de Sant Petersburg, el va deportar de la capital per haver escridassat la seva actriu favorita.
Katenin era un àvid aficionat al teatre que qualificava Shakespeare de vulgar i fosc i admirava Pierre Corneille i Jean Racine per la seva noble dicció i claredat. El seu entusiasme pel teatre neoclàssic el va induir a traduir diverses tragèdies franceses per als escenaris russos. Va escriure també Andròmaca (1809-1819), l'última tragèdia russa "regular". L'actor i dramaturg Vassili Karatiguin va ser considerat deixeble seu.
La principal opinió de Katenin era que la poesia hauria de ser "nacional", això va ser el que el va separar dels karamzians i jukovskians. No conforme amb la traducció del poema Lenore  de Gottfried August Bürger, Katenin va realitzar la seva pròpia versió de la balada, el títol russificat com a Olga (1816). En aquest poema va intentar transmetre nacionalitat amb l'ús en la dicció i en el detall d'un realisme agressiu. Va instigar una disputa sobre el mètode correcte per traduir l'octava reial, una disputa que resultaria en el poema de Puixkin  La caseta a Kolomna.
Les balades primerenques de Katenin van tenir una apreciable influència en la balades russes de Puixkin, el qual tenia Katenin en alta estima i era gairebé l'únic que feia justícia a la seva poesia. En la seva obra tardana Katenin és excessivament arcaic, de manera que trenca finalment amb el gust de l'època. En 1832 abandonà la literatura i va viure reclòs a la seva a prop de Kologriv, profundament amargat.